# Inácio Rodrigues Pereira Dutra
Inácio Rodrigues Pereira Dutra, segundo Barão de Iguape, (Santo Amaro, 1802 — Cachoeira 23 de setembro de 1888) foi um usineiro, militar e político brasileiro, chegando a assumir o cargo de vereador do município de Cachoeira.
Era filho de Francisco Rodrigues Dutra e de D. Maria Antônia de Araújo. Casou-se em 3 de fevereiro de 1845 com D. Maria Delfina Lemos de Araújo, nascida na cidade de Cachoeira em 1826, filha de Tomé Pereira de Araújo e de D. Delfina Josefa de Meneses Lemos, e falecida na cidade de Salvador em 5 de abril de 1860.
Tornou-se proprietário do Engenho da Cruz, na freguesia de São Tiago do Iguape, no Recôncavo baiano, em 1853, com o falecimento de seu sogro, Tomé Pereira de Araújo.
Coronel da Guarda Nacional na Bahia, foi vereador do município de Cachoeira, no quatriênio de 1865 a 1868.
Recebeu o título de barão em 26 de abril de 1879 por decreto do Imperador Dom Pedro II.
No Archivo nobiliarchico brasileiro, o brasão de armas do 2o Barão de Iguape é assim descrito:
"Escudo esquartelado: no primeiro quartel, as armas dos Rodrigues, — de oiro, com cinco flôres de liz de góles em aspa, e chefe de vermelho carregado de uma cruz de oiro florida e vasia do campo; no segundo, as dos Pereiras, — de vermelho, com uma cruz de prata florida e vasia do campo; no terceiro, as dos Dutras, — de azul, com tres besantes de oiro em roquete, carregado cada um de tres gotas negras em contra roquete, e no quarto, de oiro, duas cannas de assucar com suas folhas de sinople, póstas em aspa. Corôa de Barão."
Teve duas filhas, Amélia Rodrigues Pereira Dutra e Maria Rodrigues Pereira Bulcão.
Após sua morte, a direção do Engenho da Cruz ficou à cargo de seu genro, Luís Rodrigues Dutra.